# Survivor Series (1997)
Survivor Series (1997) — щорічне pay-per-view шоу «Survivor Series», що проводиться федерацією реслінгу WWE. Шоу відбулося 9 листопада 1997 року в Белл-центр (фр. Le Centre Bell) у місті Монреаль, Квебек (Канада). Це було 11 шоу в історії «Survivor Series». Сім матчів відбулися під час шоу.